# Грб Русије
Грб Русије је званични хералдички симбол Руске Федерације.
Грб је направљен по узору на грб старог Руског царства, а поново је уведен након пада Совјетског Савеза, 1991. године.
Црвена боја симболише Велику Русију, старо име земље, које су користили Руси, да би је разликовали од Мале Русије (Украјина) и Беле Русије (Белорусија). Двоглави орао са круном представља старо Руско царство а добијен је од Византије у 15. веку, када се руски цар Иван III оженио са византијском царицом Софијом Палеолог. На грудима орла је мали штит Светог Ђорђа који убија аждају — што је и грб Москве. Првобитно је Свети Ђорђе био окренут налево, а копље му је (као и сада) било у десној руци. Окренут је на леву страну да би добио природнији изглед.

## Галерија
- Грб Русије пре 16. маја 1992.
- Грб Руске Федерације (16. мај 1992 — 30. новембар 1993)
- Грб Руске Федерације после 1993.